# Dame (Rapper)

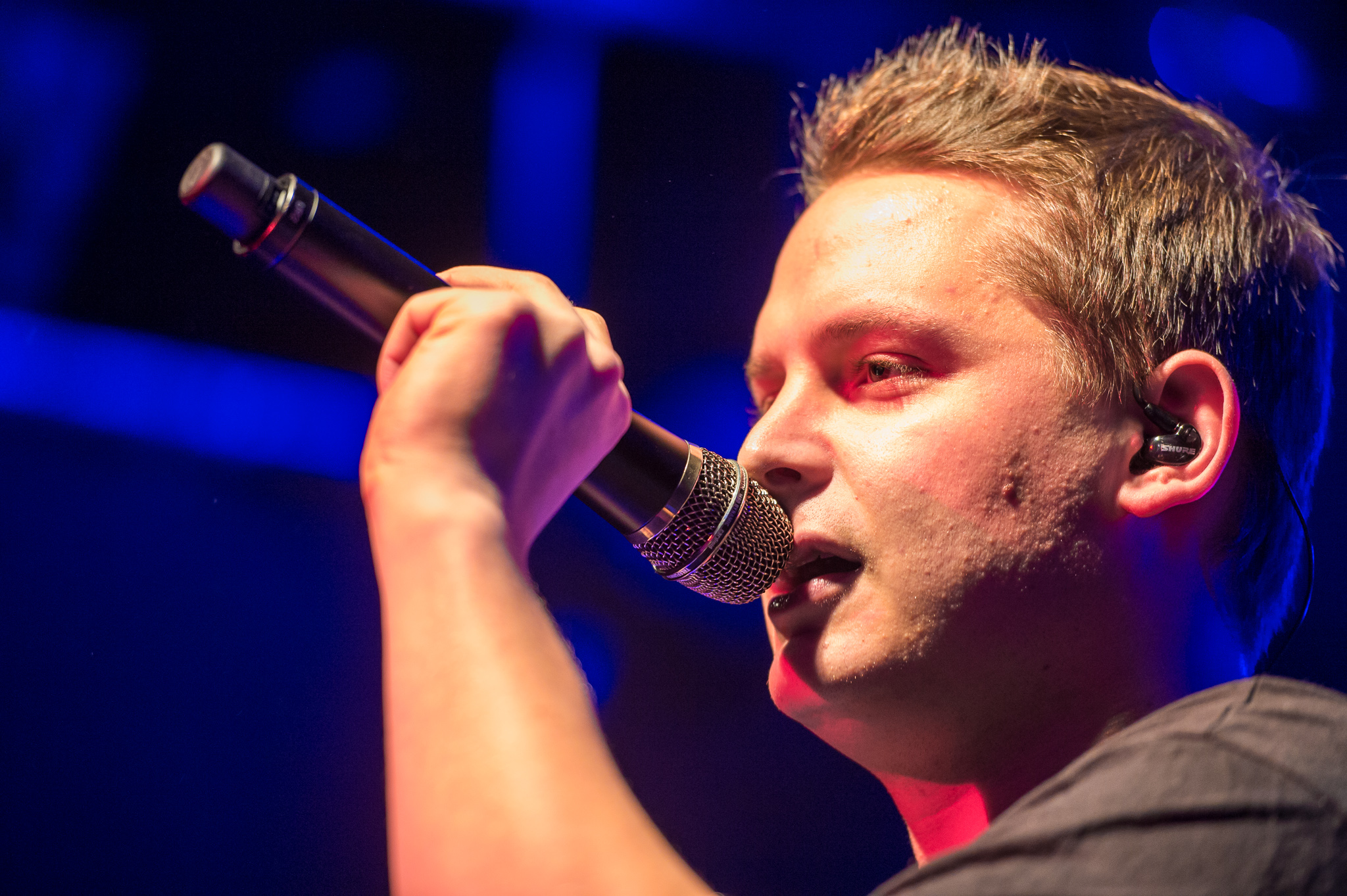
Dame (2016)

Dame (* 10. Februar 1990 in Salzburg; eigentlich Michael Zöttl) ist ein österreichischer Rapper, Sänger und Songwriter, der durch seine Rap-Songs zum Thema Computerspiele (Nerdcore) bekannt wurde, sich jedoch auch anderen Themen zuwendet.

## Karriereanfänge
Dame, bürgerlich Michael Zöttl, begann seine musikalische Laufbahn als Mitglied der 2007 gegründeten Salzburger Rapcrew Sentinels. Ab 2009 veröffentlichte er erste Soloaufnahmen, teils in Zusammenarbeit mit Golo, einem weiteren Crewmitglied. Mit seinen frühen Tracks machte sich Dame zunächst in der österreichischen Underground-Rap-Szene einen Namen.

## Musikalischer Durchbruch
2011 erlangte Dame größere Bekanntheit durch sogenannte Nerdcore-Raps mit Gaming-Thematik. Im Juli desselben Jahres veröffentlichte er auf YouTube das Musikvideo „12 Millionen“, in dem er über das Online-Rollenspiel World of Warcraft rappt. Der Song ging viral und erreichte über 19 Millionen Aufrufe. Im Februar 2012 folgte der Titel „Pave Low“, inspiriert vom Spiel Call of Duty und kombiniert mit Elementen des Songs Over the Rainbow. Auch dieses Stück wurde millionenfach aufgerufen und im März 2012 als Single veröffentlicht, die sich in Österreich und Deutschland in den Charts platzieren konnte.
Im selben Jahr veröffentlichte Dame sein erstes Album Herz gegen Fame, das melancholische Songs mit Elementen des Battlerap verband. Im Dezember folgte das zweite Album Notiz an mich, das über sein eigenes Label Damestream Records erschien. Beide Veröffentlichungen blieben jedoch ohne Charterfolg. Im Sommer 2013 erschien das Album Jetzt wird gezockt, eine Sammlung seiner bis dahin veröffentlichten Songs mit Bezug zu Videospielen. Ein weiterer viraler Hit gelang ihm im November 2013 mit dem Lied „Auf die guten alten Zeiten“, in dem er auf Fernsehserien seiner Kindheit zurückblickt. Das Video zählte über 50 Millionen Aufrufe.
Am 4. April 2014 veröffentlichte Dame das Album Rap ist sein Hobby, das erstmals die Top 5 der österreichischen Charts erreichte. Im Mai desselben Jahres ging er auf Tea Time Tour durch Österreich und Deutschland, die aufgrund der großen Nachfrage um eine zweite Tour ergänzt wurde.

## Weitere Veröffentlichungen und Tourneen
Im Januar 2015 erschien die Single „Sentinel“, die erneut ein Computerspiel thematisierte. Im selben Jahr wurde Dame erstmals für den Amadeus Austrian Music Award in der Kategorie Hip Hop / Urban nominiert. Im August 2015 veröffentlichte er das Konzeptalbum Lebendig begraben, dessen Trackliste thematisch in die Bereiche „Lebendig“ und „Begraben“ unterteilt war. Das Album erreichte Platz 1 der österreichischen Charts. Die dazugehörige Einer von euch-Tour lief von Oktober bis Dezember 2015 und wurde bis Juli 2016 verlängert.
Im September 2016 folgte das Album Straßenmusikant, ebenfalls mit Platz-1-Platzierung in Österreich. 2017 erschien das Album Zukunftsmusik, begleitet von der Zukunftsmusik-Tour (auch Out of Time Tour genannt), die bis 2018 verlängert wurde.
Am 6. September 2019 veröffentlichte Dame das Album Zeus, das Platz 3 in Österreich und Platz 2 in Deutschland erreichte. Die zugehörige Zeus-Tour begann bereits eine Woche nach Release. Aufgrund der COVID-19-Pandemie musste die Tour im März 2020 nach 13 Shows unterbrochen und auf 2022 verschoben werden.
Während der pandemiebedingten Einschränkungen arbeitete Dame gemeinsam mit dem Produzenten Johannes Herbst an neuen Projekten. Im August 2020 veröffentlichte er die Rock EP, auf der er musikalisch neue Wege ging. Ebenfalls 2020 entstand der Song „Freunde … (das Leben ist lebenswert)“, eine Zusammenarbeit mit Hubert von Goisern und dem Operntenor Andreas Schager.

## Aktuelle Entwicklungen (seit 2021)
Seit 2021 veröffentlichte Dame kontinuierlich neue Singles wie „White Zone“, „Wolken“, „Fehlerhaft“ oder „Wäscheleine“. Im September 2022 erschien sein Studioalbum All meine Farben, das in Österreich und Deutschland jeweils in die Top 10 der Charts einstieg. Ende 2022 ging Dame auf die Auf die guten alten Zeiten – Anniversary Tour.
2023 folgten weitere Musikprojekte, darunter der Song „Tiefseeltauscher“ mit Chakuza und Freshmaker sowie mehrere EPs. Im Herbst 2024 veröffentlichte er die 2030 EP, im Dezember folgte die EP Sesshafte Nomaden mit sechs neuen Songs. Mit „Allzeit Bereit (12 Millionen Part 2)“ veröffentlichte er zudem eine Fortsetzung seines ersten großen YouTube-Erfolgs. Für 2025 wurde die Der Weg ist das Ziel Tour angekündigt.

## Stil und Themen
Dame wurde vor allem durch seine Raptexte über Computerspiele bekannt, die stilistisch dem Nerdcore zugeordnet werden. In späteren Jahren erweiterte er sein thematisches Repertoire um persönliche und gesellschaftliche Inhalte. Musikalisch verbindet er klassischen Deutschrap mit melodischen Hooks, vereinzelt auch mit Einflüssen aus Rock, Pop und Singer-Songwriter-Elementen. Wiederkehrende Themen in seinen Texten sind Freundschaft, Authentizität und Lebensfreude.

## Trivia
Zöttl ist ein Ur-Ur-Ur-Urenkel von Franz Gruber, dem Komponisten des Weihnachtsliedes Stille Nacht, heilige Nacht.

## Diskografie

### Studioalben
| Jahr | Titel              | Höchstplatzierung, Gesamtwochen, AuszeichnungChartplatzierungen (Jahr, Titel, Platzierungen, Wochen, Auszeichnungen, Anmerkungen) | Höchstplatzierung, Gesamtwochen, AuszeichnungChartplatzierungen (Jahr, Titel, Platzierungen, Wochen, Auszeichnungen, Anmerkungen) | Höchstplatzierung, Gesamtwochen, AuszeichnungChartplatzierungen (Jahr, Titel, Platzierungen, Wochen, Auszeichnungen, Anmerkungen) | Anmerkungen                             |
| Jahr | Titel              | DE | AT | CH | Anmerkungen                             |
| ---- | ------------------ | --- | --- | --- | --------------------------------------- |
| 2012 | Herz gegen Fame    | — | AT37 (1 Wo.)AT | — | Erstveröffentlichung: 30. März 2012     |
| 2012 | Notiz an mich      | — | — | — | Erstveröffentlichung: 12. Dezember 2012 |
| 2013 | Jetzt wird gezockt | — | AT37 (1 Wo.)AT | — | Erstveröffentlichung: 23. August 2013   |
| 2014 | Rap ist sein Hobby | DE35 (1 Wo.)DE | AT5 (7 Wo.)AT | — | Erstveröffentlichung: 4. April 2014     |
| 2015 | Lebendig begraben  | DE10 (2 Wo.)DE | AT1 (5 Wo.)AT | CH81 (1 Wo.)CH | Erstveröffentlichung: 14. August 2015   |
| 2016 | Straßenmusikant    | DE5 (2 Wo.)DE | AT1 (6 Wo.)AT | CH20 (2 Wo.)CH | Erstveröffentlichung: 9. September 2016 |
| 2017 | Zukunftsmusik      | DE5 (2 Wo.)DE | AT1 (3 Wo.)AT | CH56 (1 Wo.)CH | Erstveröffentlichung: 3. November 2017  |
| 2019 | Zeus               | DE2 (3 Wo.)DE | AT3 (7 Wo.)AT | CH30 (1 Wo.)CH | Erstveröffentlichung: 6. September 2019 |
| 2022 | All meine Farben   | DE6 (2 Wo.)DE | AT6 (2 Wo.)AT | — | Erstveröffentlichung: 9. September 2022 |

### EPs
| Jahr | Titel          | Höchstplatzierung, Gesamtwochen, AuszeichnungChartplatzierungen (Jahr, Titel, Platzierungen, Wochen, Auszeichnungen, Anmerkungen) | Höchstplatzierung, Gesamtwochen, AuszeichnungChartplatzierungen (Jahr, Titel, Platzierungen, Wochen, Auszeichnungen, Anmerkungen) | Anmerkungen                           |
| Jahr | Titel          | DE | AT | Anmerkungen                           |
| ---- | -------------- | --- | --- | ------------------------------------- |
| 2014 | So wie du bist | — | — | Erstveröffentlichung: 4. April 2014   |
| 2015 | Soul           | — | AT33 (3 Wo.)AT | Erstveröffentlichung: 3. April 2015   |
| 2020 | Rock           | DE10 (1 Wo.)DE | AT9 (2 Wo.)AT | Erstveröffentlichung: 28. August 2020 |

### Singles
| Jahr | Titel Album                       | Höchstplatzierung, Gesamtwochen, AuszeichnungChartplatzierungen (Jahr, Titel, Album, Platzierungen, Wochen, Auszeichnungen, Anmerkungen) | Höchstplatzierung, Gesamtwochen, AuszeichnungChartplatzierungen (Jahr, Titel, Album, Platzierungen, Wochen, Auszeichnungen, Anmerkungen) | Anmerkungen                                               |
| Jahr | Titel Album                       | DE | AT | Anmerkungen                                               |
| ---- | --------------------------------- | --- | --- | --------------------------------------------------------- |
| 2012 | Pave Low Herz gegen Fame          | DE75 Gold · (9 Wo.)DE | AT72 (2 Wo.)AT | Erstveröffentlichung: 8. Februar 2012 Verkäufe: + 150.000 |
| 2014 | So wie du bist Rap ist sein Hobby | — | AT49 (1 Wo.)AT | Erstveröffentlichung: 4. April 2014                       |

Weitere Singles
- 12 Millionen (2011)
- Ruf zu den Waffen (2012)
- Falsche Freunde (2012)
- Auf die guten alten Zeiten (2013, DE: Gold)
- King of the Hill (2013)
- Nexus (2014)
- Tapetenwechsel (2014)
- Rap ist sein Hobby (2014)
- Nebelwand (feat. Amun Mcee) (2014)
- Sentinel (2015)
- Flammenmeer (2015)
- Maskenball (2015)
- Rosenkrieg (2015)
- Lebendig begraben (2015)
- Tagträume (2015)
- Traumreise (2015)
- Monty’s Fabrik (2016)
- Tage des Glücks (2016)
- Meteor (2016)
- Low Life (2016)
- Antrieb (2016)
- Horrorclown (2016)
- Bademantelsong (2016)
- Drei Affen (2016)
- Druck (2017)
- Zukunftsmusik (2017)
- Legendenstatus (2017)
- Status Quo (2017)
- zwei Krieger (2017)
- Deine Hände (Reduced Version) (2017)
- Last Man Standing (2018)
- Wir sind so (2018)
- Herrscher des Olymps (2019)
- Lichtblick (2019)
- Lass die Finger von der Tür (2019)
- Gib deinem Leben einen Gin (2019)
- Selbstfindungstrip (feat. Onk Lou) (2019)
- Schwarze Witwe (2019)
- Mühelos (feat. Tina Naderer) (2019)
- Herzschlag (feat. Train D-lay) (2019)
- Seht es ein (2020)
- Wir sind Gamer (2020)
- Wing Girl (2020)
- Panik! (2020)
- Jeden Morgen (feat. Train D-lay) (2020)
- Hauptsache Echt (2020)
- Einsamer Wolf (2020)
- White Zone (2021)
- Wolken (2021)
- Breeze (feat. Onk Lou) (2022)
- Fehlerhaft (2022)
- Wäscheleine (2022)
- Zukunft aus Gold (2023)
- Der Weg ist das Ziel (2024)
- Allzeit Bereit - 12 Millionen (Part 2) (2024)

### Kollaborationen
- Aus & Bastard (2009, als Mitglied der Sentinels Salzburg)
- Zwei finstere Typen und die Seiten des Blocks (2010, mit Biggie als Täter Toni + Franz Schwanz)
- Spitter aus Leidenschaft (2011, mit Golo)
- Sentinels Present Austrian Dream Sampler Vol. 1 (2012, als Mitglied der Sentinels Salzburg)
- Seht es ein (2020, mit Freshmaker, Bizzy Montana und Cr7z)

## Auszeichnungen für Musikverkäufe
Anmerkung: Auszeichnungen in Ländern aus den Charttabellen bzw. Chartboxen sind in ebendiesen zu finden.
| Land/RegionAuszeichnungen für Musikverkäufe (Land/Region, Auszeichnungen, Verkäufe, Quellen) | Gold     | Platin | Verkäufe | Quellen           |
| -------------------------------------------------------------------------------------------- | -------- | ------ | -------- | ----------------- |
| Deutschland (BVMI)                                                                           | 2× Gold2 | —      | 300.000  | musikindustrie.de |
| Insgesamt                                                                                    | 2× Gold2 | —      |          |                   |